# Sonia Orbuch
Sonia Orbuch, nata Sarah Shainwald (Ljuboml', 24 maggio 1925 – Corte Madera, 30 settembre 2018), è stata una partigiana, scrittrice e superstite dell'Olocausto polacca naturalizzata statunitense.

## Biografia
Sarah Shainwald nacque nel 1925 e crebbe a Ljuboml', allora territorio della Polonia ma oggi appartenente all'Ucraina, Ljuboml', secondo il censimento del 1931, contava oltre 3 300 abitanti, di cui ben il 94% era di origine giudaica: una delle città polacche con la più alta percentuale di ebrei.
Nel 1939, quando Sarah aveva 14 anni, scoppiò la seconda guerra mondiale. Secondo quando stabilito dal patto Molotov-Ribbentrop, la sua città natale passò sotto il controllo dei sovietici, ma due anni dopo, con l'operazione Barbarossa, i tedeschi la occuparono, costringendo gli ebrei di Ljuboml' a concentrarsi nel ghetto ebraico. Mentre il fratello di Sarah si unì alla resistenza polacca, quest'ultima, rifiutata dai partigiani perché donna, si nascose nella foresta con i suoi genitori e lo zio durante tutto l'inverno del 1942-1943, spostandosi di continuo e soffrendo la fame, il freddo e i pidocchi.
Grazie allo zio, che conosceva bene la zona e si offrì di aiutare i partigiani sovietici, Sarah riuscì finalmente ad entrare nella resistenza, cambiando però il suo nome in Sonia. Assieme partigiani compì diversi atti di sabotaggio e di resistenza, venendo poi anche arruolata nell'Armata Rossa nel 1944. Durante questo periodo, però, la madre di Sonia morì di tifo. La ragazza si occupò anche dell'assistenza dei feriti, nonostante non avesse ricevuto alcuna formazione medica.
Nel maggio 1945, dopo la fine della guerra, Sonia fece ritorno a Ljuboml', lavorando nel locale ufficio postale. Nello stesso anno sposò l'ex ufficiale di cavalleria polacco Isaak Orbuch, che aveva conosciuto a Chełm subito dopo la fine del conflitto. Sonia faceva parte di quei pochissimi cittadini di Ljuboml, 50 per l'esattezza, che erano riusciti a sopravvivere all'Olocausto, su una popolazione stimata di quasi 8000 ebrei (di questi, 4500 erano rifugiati provenienti dalla Polonia occidentale). Sonia e il marito soggiornarono per qualche anno presso il campo profughi di Zeilsheim, vicino a Francoforte sul Meno, in Germania, dove la ragazza diede alla luce una bambina. In seguito, nel febbraio 1949, la famiglia si trasferì a New York, dove nacque il secondogenito Paul. Infine, andarono ad abitare nel nord della California.
Nel 2009 pubblicò la sua autobiografia Here, There Are No Sarahs: A Woman's Courageous Fight Against the Nazis and Her Bittersweet Fulfillment of the American Dream, della quale fu co-autrice assieme a Fred Rosenbaum.
Prima di morire, la Orbuch rifletté sul fenomeno della resistenza ebraica: "Era possibile per chiunque combattere, fuggire nella foresta e sopravvivere? No, non lo era. Mio fratello non sopravvisse, mio zio neppure" ma nonostante ciò, Sonia era convinta che "ogni persona internata nel ghetto combattesse alla propria maniera".
Sonia Orbuch morì il 30 settembre 2018.

## Opere
- Here, There Are No Sarahs: A Woman's Courageous Fight Against the Nazis and Her Bittersweet Fulfillment of the American Dream. Gatekeeper Press, Columbus, 2009. ISBN 978-1-57143-130-1 (con Fred Rosenbaum)